# Uplistsikhe
Uplistsikhe (in georgiano უფლისციხე?, upʰlistsʰixɛ; letteralmente, "la fortezza del signore") è un'antica città scavata nella roccia situata a circa 10 chilometri a est di Gori, nella regione di Shida Kartli, nella Georgia orientale.
La città è collocata al fianco del fiume Mtkvari (o Kura) e presenta la stratificazione architettonica di diverse epoche che spaziano dalla prima età del ferro fino al tardo Medioevo. Durante la sua storia, Uplistsikhe fu segnata da varie culture dell'Iran e dell'Anatolia, così come dalla coesistenza di popoli pagani e cristiani, che ne segnarono in modo indelebile lo stile architettonico.

## Storia

mappa di Uplistsikhe

Secondo gli archeologi, Uplistsikhe sarebbe uno dei più antichi insediamenti urbani della Georgia. Strategicamente situata nel cuore dell'antico regno di Cartalia (o regno di Iberia, che era il nome adottato dagli autori classici), la città divenne un punto focale politico e religioso. Grazie alla sua longevità e importanza, la tradizione letteraria georgiana medievale attribuisce la fondazione del centro urbano al leggendario Uplos, figlio di Mtskhetos e nipote di Kartlos.
Le prime tracce della presenza umana ad Uplistsikhe risalgono alla fine del II millennio a.C. mentre i più antichi edifici sopravvissuti risalgono all'inizio del I millennio a.C. In seguito alla cristianizzazione di Cartalia avvenuta all'inizio del IV secolo, Uplistsikhe ridusse la sua importanza a favore di altri centri della cultura cristiana come Mtskheta e, successivamente, Tbilisi. Nel frattempo, la fortezza continuò a svilupparsi in termini demografici. Nel VI secolo fu costruita la prima basilica di Christina. Durante le conquiste musulmane di Tbilisi avvenute fra l'ottavo e il decimo secolo, Uplistsikhe tornò a essere la maggiore roccaforte georgiana; nello stesso periodo fu costruita nella città un'altra basilica con tre ambienti. Le incursioni mongole del XIV secolo segnarono la decadenza della città georgiana, che fu abbandonata e utilizzata occasionalmente come rifugio temporaneo in periodi di intrusioni straniere esterne.
Molte delle aree più cedevoli di Uplistsikhe furono completamente distrutte da un terremoto nel 1920. Nel 2000, dal momento che la stabilità del complesso è ancora oggi piuttosto precaria, il Fondo per i beni culturali della Georgia (un progetto congiunto della Banca Mondiale e del governo georgiano) lanciarono un programma di conservazione. Il complesso di grotte di Uplistsikhe rientra nella lista provvisoria del patrimonio mondiale dell'UNESCO dal 2007.

## Architettura
La città fu costruita presso una montagna a cima lunga e piatta ma leggermente inclinata. Un tempo, la città poteva contare sulla protezione offerta dalle mura occidentali, che arrivavano fino al fiume, e da quelle situate a nord e a sud. Sebbene il fiume impedisse di accedere alla città nella sezione a sud-est, qui era presente una galleria lunga tre metri che permetteva agli abitanti di Uplistsikhe di rifornirsi di acqua e che era chiusa da un cancello di metallo in caso d'invasione. Due delle tre strade che si avvicinavano alla città non erano protette, ma quella principale era scavata nella roccia e presentava pareti alte fino a 10 m.
Il complesso di Uplistsikhe può essere suddiviso in tre parti: sud (inferiore), medio (centrale) e nord (superiore) e occupa una superficie di circa 8 ettari. La parte centrale è la più grande, comprende alcune delle strutture scavate nella roccia di Uplistsikhe ed è collegata alla parte meridionale tramite uno stretto passaggio scavato nella roccia e un tunnel. Dalla "strada" centrale si irradiano molti vicoli e scale che conducono alle strutture della città. Nella sezione meridionale è presente invece un complesso insieme di costruzioni fra cui una sala cerimoniale. Fra le strutture più importanti della città vale la pena segnalare una sala sorretta da pilastri e al cui interno è collocata una panca forse destinata al sovrano.
Sebbene la maggior parte delle grotte di Uplistsikhe sia priva di decorazioni, alcune delle strutture più grandi del complesso hanno soffitti con volte a cassettoni in pietra scolpita a imitazione di tronchi in legno. Alcune delle strutture più grandi presentano delle nicchie nella parte posteriore o laterale, che potrebbero essere state utilizzate a scopi celebrativi. La facciata della grande sala cerimoniale della parte meridionale è decorata da un arco romaneggiante con frontone.
La basilica del VI secolo fu in gran parte scavata nella roccia, tranne la sua parete meridionale, che è composta da rocce naturali. Sulla sommità di Uplistsikhe è presente una basilica cristiana costruita in pietra e mattoni nel IX-X secolo. Gli scavi archeologici avvenuti nella struttura portarono alla luce numerosi manufatti di epoche diverse, tra cui gioielli in oro, argento e bronzo, e campioni di ceramiche e sculture. Molti di questi manufatti si trovano oggi nel Museo nazionale della Georgia di Tbilisi.

## Galleria d'immagini

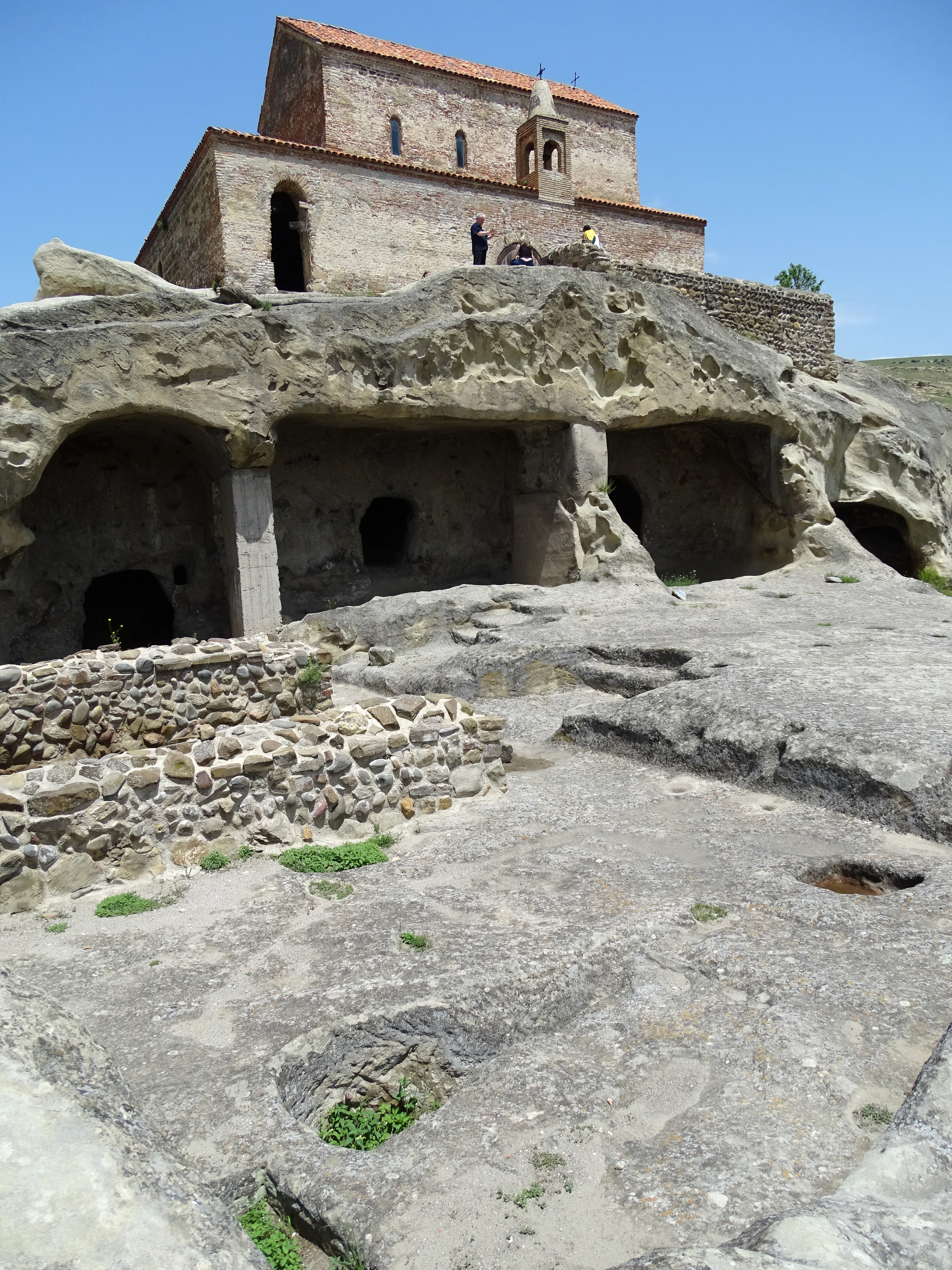
La  basilica costruita durante il decimo secolo
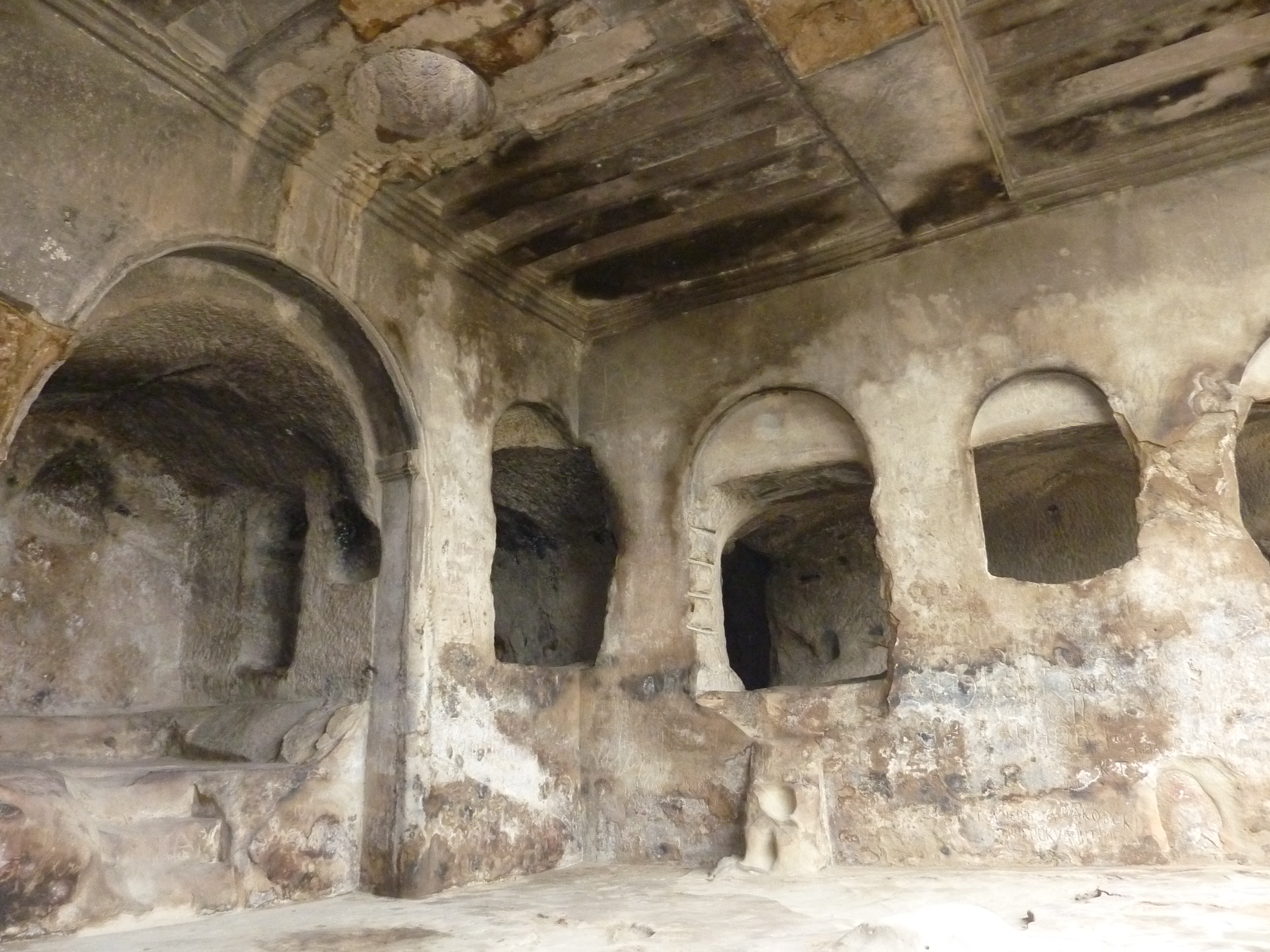
La sala della regina Tamar
Particolare di una caverna
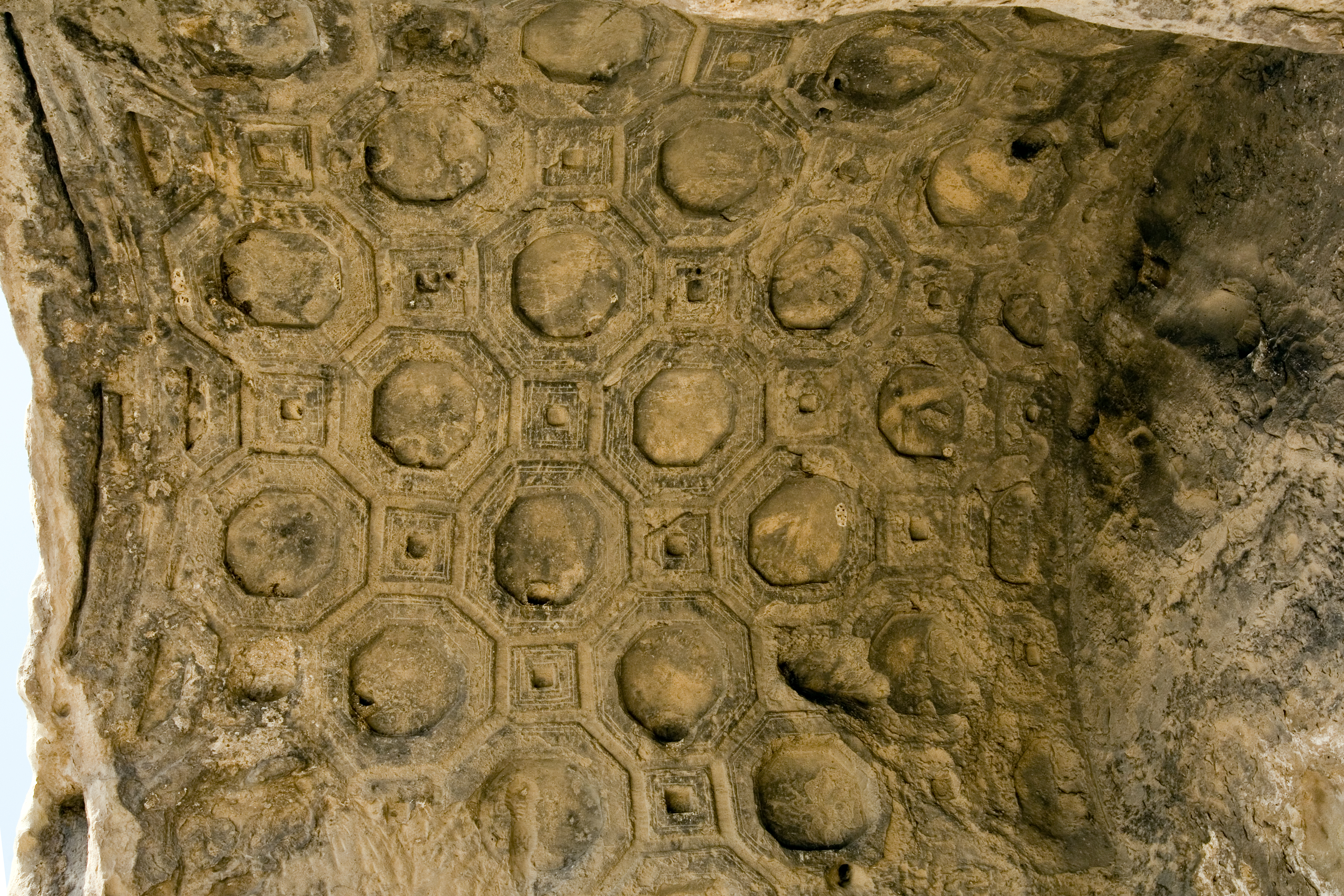
Particolare di un soffitto a cassettoni
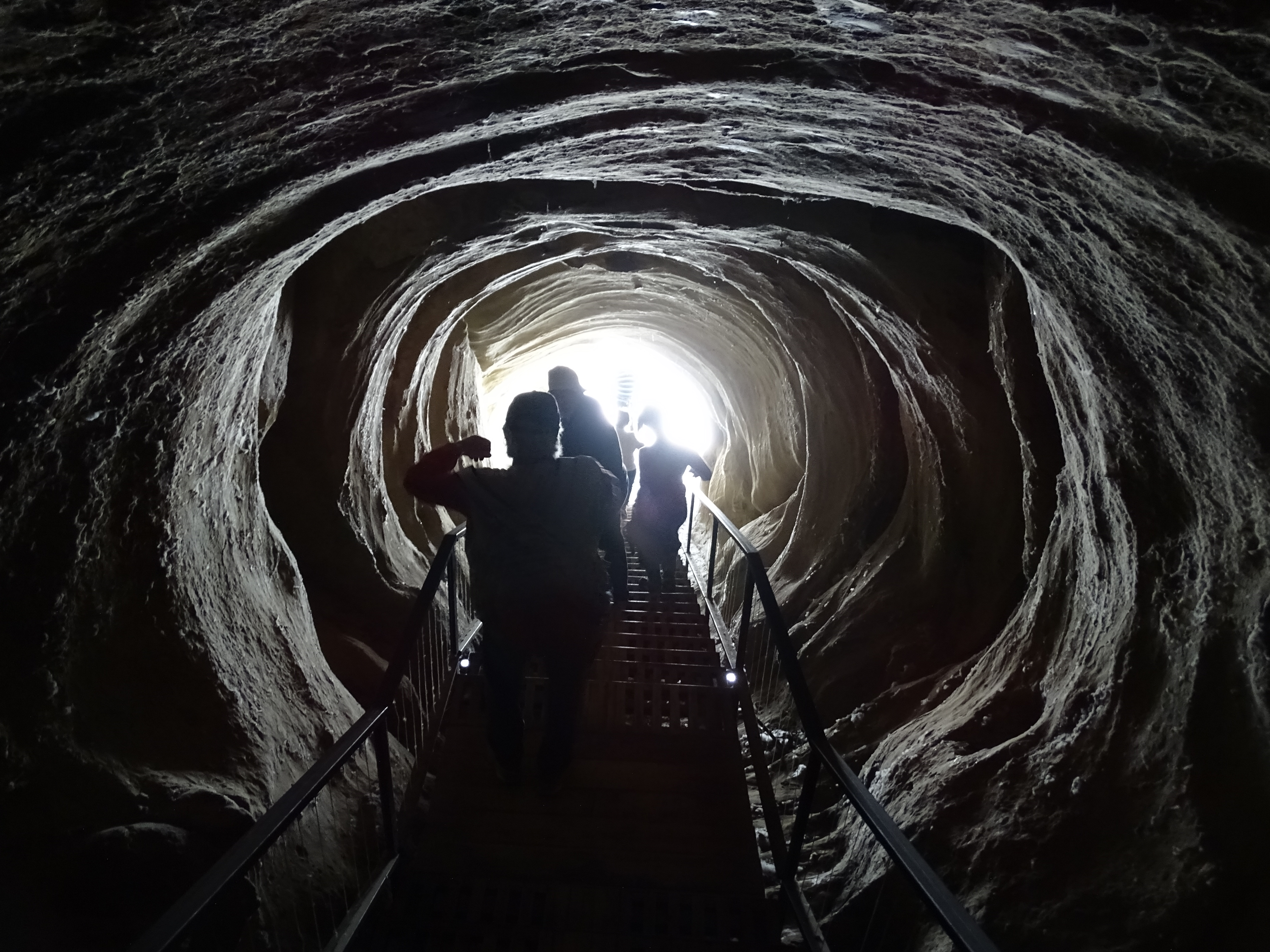
Il passaggio segreto di Uplistsikhe